# Tápegység (PC)

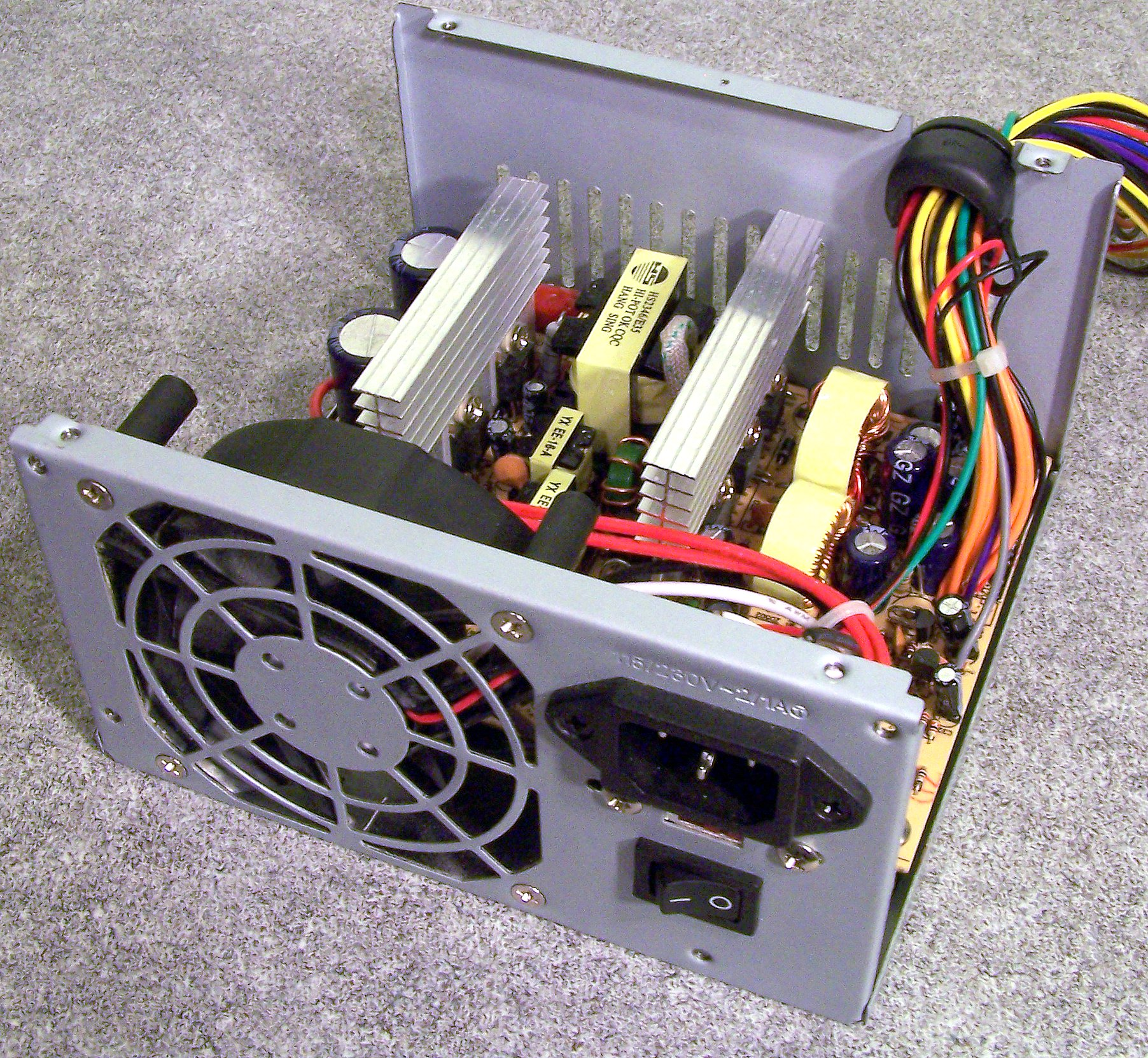
Egy személyi számítógép tápegysége belülről, a felső védőburkolat eltávolítása után

A tápegység (angolul Power Supply Unit, vagy röviden PSU) a számítástechnikában, (a "PC-ben") az az alkatrész, amely a  számítógép működéséhez szükséges feszültségeket állítja elő.
A 230V váltóáramot egyenárammá és törpefeszültséggé alakítja. A doboz gondosan földelve van, 2012 §12.21 törvénynek megfelelően. A tápegység kimeneti áramerőssége 20–23 Ampert is eléri. Ez a HiPro eszközöknél (kb. 2003 óta) 19-től 34 Amperig is terjedhet.

## Kimenetek
| Feszültségszint | Leírás |
| --------------- | --- |
| -12V            | például soros port negatív feszültségszintjéhez |
| -5V             | |
| GND             | Közös (föld), ehhez képest értendő a többi feszültségszint |
| 3,3V *          | Bővítőkártyák (például PCI, AGP, PCMCIA) és integrált áramkörök, processzorok, és egyéb mikrovezérlők (mint pl. Arduino) számára (utóbbiak esetében általában bemenetként szolgál egy tápegység számára, amely a kellő (alacsonyabb) feszültségszintet állítja elő) |
| +5V             | Kommunikációs csatornák felső szintje (IDE), USB-s eszközök tápenergiája, bővítőkártyák, hardverelemek tápenergiája |
| +5VSB *         | Szünetmentes feszültség, amely a számítógép kikapcsolása után is jelen van. Olyan eszközök számára, amelyek előidézhetik a számítógép elindulását - például PS/2, USB billentyűzet és egér, PCI kártyák: hálózati kártya (wake-up LAN)                              |
| +12V            | Többnyire mechanikus egységek számára (merevlemez, optikai lemezmeghajtó, hajlékonylemez meghajtó motorja, ventilátor), soros port pozitív feszültségszintje |

*: az AT típusú tápoknál nincs.

## Fajtái
- Külső tápegység (pl: Commodore 64-hez ill. laptophoz való)
- AT: ezeket az operációs rendszer nem tudta vezérelni, például nem tudta kikapcsolni. Ezeket 1996-ig; a P2-P3-as alaplapok koráig használták. (Az alaplapra 2 db 5 eres csatlakozóval kapcsolódik.) Ezek a tápegységek túlnyomó többségben ún. kapcsolóüzemű tápegységek voltak.
- ATX: az alaplap folyamatosan kap egy alacsony (+5 V) feszültséget, így lehetővé válik, hogy a gépet szoftveres úton leállítsuk, illetve külső hardveregység segítségével (pl. modem, hálózati kártya) felébresszük, tehát az alaplap tudja vezérelni a tápegységet. (Az alaplapra 2 × 10 vagy 2 × 12 és még egy 12 V-os ATX-csatlakozó (ez csak a 2 × 12 eresekre vonatkozik) eres csatlakozóval kapcsolódik, és mindegyikük kapcsolóüzemű.)
  - SFX: "Small Form Factor", az ATX egyik variánsa, méretében kisebb tápegység, általában kicsi kialakítású, MicroATX gépházakban alkalmazzák.
- BTX: ezeket a tápegységeket és alaplapokat jelenleg kezdték el forgalmazni, elterjedésére azonban még várni kell.